# Napoleon Dynamite (phim truyền hình)
Napoleon Dynamite là một loạt phim hoạt hinh sitcom tồn tại trong thời gian ngắn của Mỹ dựa trên bộ phim độc lập cùng tên năm 2004. Lấy bối cảnh tại thị trấn nhỏ Preston, Idaho, loạt phim kể về cuộc phiêu lưu của một cậu bé 16 tuổi cùng tên tiêu đề, người luôn nghĩ rằng mình giỏi mọi thứ. Loạt phim được tạo ra bởi hai đồng biên kịch và đạo diễn của bộ phim gốc Jared và Jerusha Hess. Họ đã phát triển nó cùng với Mike Scully và đề xuất nó với Fox.
Loạt phim nhận được nhiều đánh giá trái chiều đến tích cực, các nhà phê bình chia rẽ về bộ phim gốc được chuyển thể sang hoạt hình có hay không. Tập đầu tiên có Nielsen rating 9.5 triệu người xem, tuy nhiên xết hạng sau đó đã giảm xuống và 4 tập cuối cùng chỉ còn trung bình 4 triệu khán giả. Loạt phim xếp thứ sáu về số lượng người xem ở lứa tuổi thanh thiếu niên. Loạt phim được phát sóng trên khối lập trình Animation Domination của Fox từ ngày 15 tháng 1 đến ngày 4 tháng 3 năm 2012 trước khi bị hủy.

## Lịch sử
Cặp vợ chồng Jared và Jerusha Hess là đồng biên kịch và đạo diễn của bộ phim Napoleon Dynamite ra mắt năm 2004, và họ đã muốn làm một phiên bản hoạt hình kể từ khi bộ phim được phát hành. Họ cho rằng hoạt hình là cách tốt nhất để tiếp tục xây dựng thế giới của Napoleon Dynamite vì các diễn viên gốc đã quá già để đóng các nhân vật tuổi teen. Sau thành công của bộ phim, Fox Searchlight Pictures đã muốn một phần tiếp theo, nhưng vợ chồng Hesses đã trì hoãn nó do đã dấn thân với các dự án khác và sợ rằng khán giả sẽ cảm thấy chán nản với các nhân vật Napoleon Dynamite.
Sự phát triển của loạt phim bắt đầu vào năm 2009 khi Jared Hess gặp nhà văn kiêm nhà sản xuất Mike Scully để đề xuất một phiên bản hoạt hình của bộ phim cho anh. Scully nói rằng một loạt phim hoạt hình Napoleon Dynamite có "ý nghĩa hoàn hảo" đối với anh, và hai người đã trình bày một tập phim thí điểm dài 9 phút cho Fox vào năm 2010. Tháng 5 năm đó, Fox đã chính thức xác nhận rằng một loạt phim hoạt hình với dàn diễn viên gốc đang được phát triển với sự tham gia chặt chẽ của vợ chồng Hesses. Fox đã đặt hàng sáu tập để chạy thử, và vào tháng 7 năm 2011 đã yêu cầu thêm bảy kịch bản bổ sung nếu loạt phim được gia hạn thêm mùa thứ hai. Việc thực hiện loạt phim được giám sát bởi vợ chồng Hesses và Scully.
Loạt phim khởi chiếu vào ngày 15 tháng 1 năm 2012 để thay thế giữa mùa cho loạt phim hoạt hình Allen Gregory. Trong suốt thời gian phát sóng sáu tập phim, Napoleon Dynamite không có lịch trình nhất quán; nó liên tục được thay đổi trong lịch trình của Fox để nhường thời gian cho các chương trình bóng đá và trao giải. Vào ngày 15 tháng 5 năm 2012, Fox đã công bố lịch trình 2012–13 của nó mà không có Napoleon Dynamite trong danh sách

## Tiền đề
Vợ chồng Hesses đặt bối cảnh của loạt phim vào cuối phim Napoleon Dynamite; Scully nói rằng họ đã thay đổi các nhân vật và tiền đề, nhưng không thay đổi các sự kiện của bộ phim.
Trong phim, lấy bối cảnh tại thị trấn nhỏ Preston, Idaho, Napoleon (Jon Heder) là một cậu bé 16 tuổi vụng về, thích thực hiện các động tác ninja, nhảy múa và vẽ hình những con sư hổ, một con vật mà cậu khẳng định được nuôi vì kỹ năng phép thuật của nó. Cậu cũng bịa ra những câu chuyện về mình: săn người sói ở Alaska, có bạn gái người Oklahoma, và một băng đảng muốn cậu tham gia vì kỹ năng của cậu với cây gậy bo. Anh trai của Napoleon, Kip (Aaron Ruell) là một người thất nghiệp 32 tuổi; mỏng manh và hào nhoáng, anh thường là mục tiêu của những cuộc tấn công của Napoléon, mặc dù anh ta thường khoe khoang về khả năng đấu vật và sự điềm tĩnh của mình; anh ấy dành cả ngày trên phòng chat trên internet để nói chuyện với một người phụ nữ tên là Lafawnduh. Hai người sống với người bà của họ, Carlinda (Sandy Martin), người thích lái những chiếc xe địa hình.
Deborah "Deb" Bradshaw (Tina Majorino) là một cô gái nhút nhát, ít nói, ngọt ngào và có khuynh hướng nghệ thuật, say mê Napoleon ngay lần đầu gặp mặt. Rico, bác của Napoleon (Jon Gries) là một người đàn ông trung niên sống trong một chiếc xe tải chở hàng và bị ám ảnh bởi sự nghiệp bóng đá thất bại của mình và những mưu đồ làm giàu nhanh chóng. Rex Kwon Do (Diedrich Bader) là một võ sư tự xưng và người điều hành một võ đường dojo.
Napoleon cũng trở thành bạn với một học sinh trao đổi người Mexico tên là Pedro Sánchez (Efren Ramirez), người hiếm khi truyền đạt cảm xúc hay nói. Pedro tranh cử chức lớp trưởng sau khi nhìn thấy một tấm áp phích khiêu vũ ở trường. Vào ngày bầu cử, cậu có một bài phát biểu tầm thường trước toàn thể học sinh. Napoleon thực hiện một điệu nhảy như là tiểu phẩm của Pedro cho cuộc bầu cử và nhận được sự hoan nghênh nhiệt liệt, cứu chiến dịch và giành chiến thắng cho Pedro trong cuộc bầu cử. Sau chiến dịch, Kip và Lafawnduh gặp nhau ngoài đời và đã kết hôn.

Jared Hess đã nói rằng loạt phim này diễn ra sau cuộc bầu cử của Pedro, nhưng trước hôn lễ, và một số nhân vật mới được giới thiệu.

Các diễn viên chính của Napoleon Dynamite
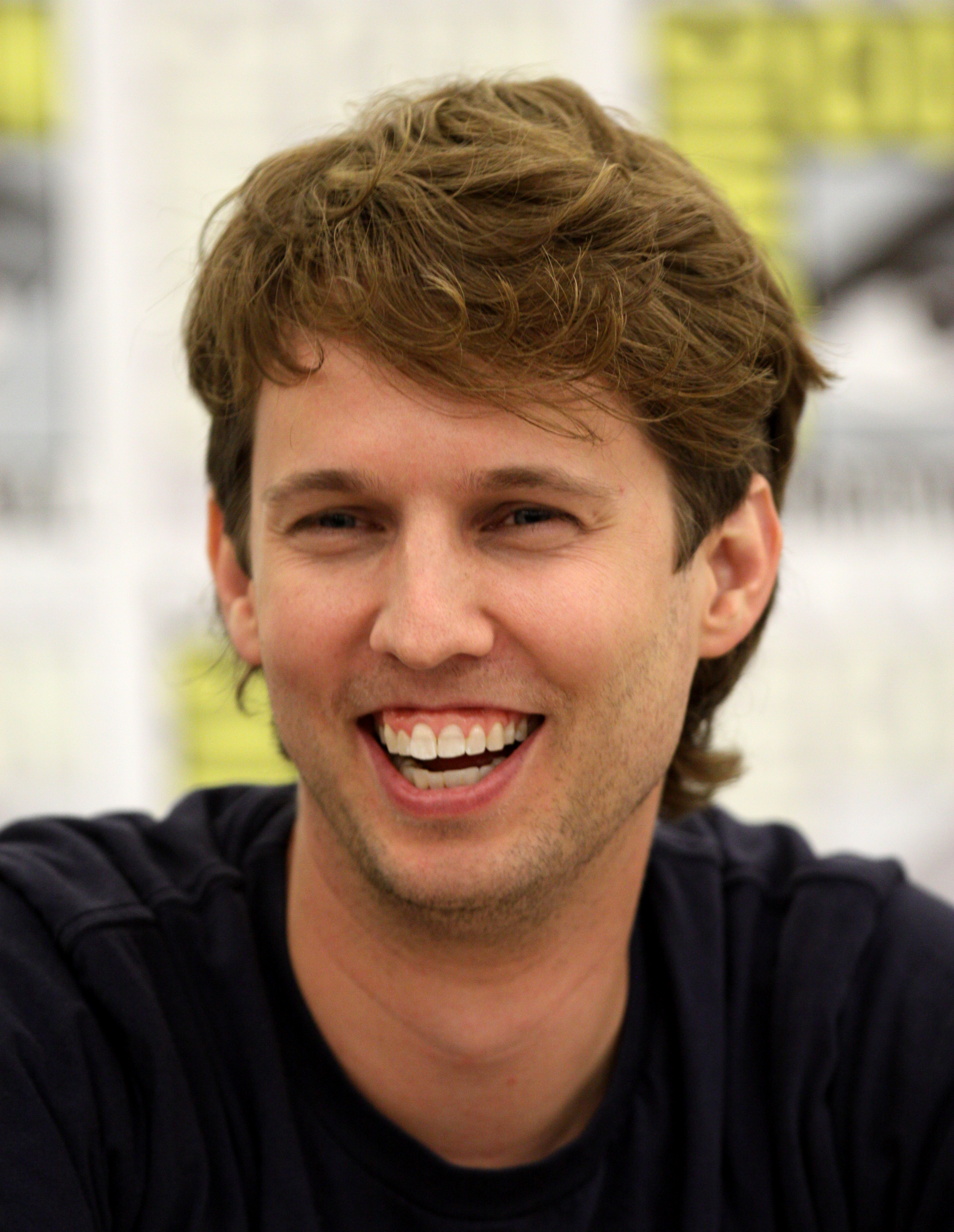
Jon Heder trong vai Napoleon Dynamite
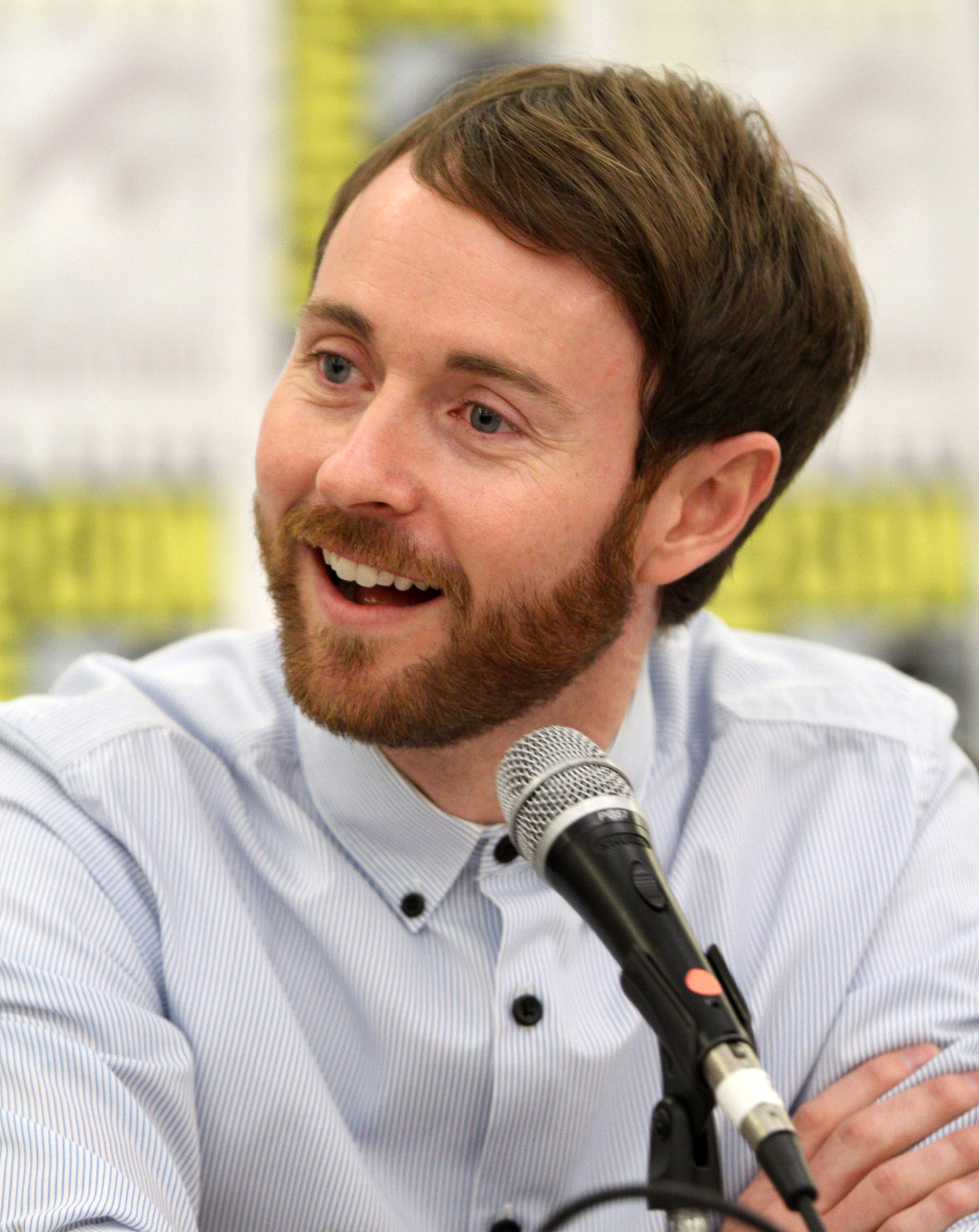
Aaron Ruell trong vai Kipland Dynamite
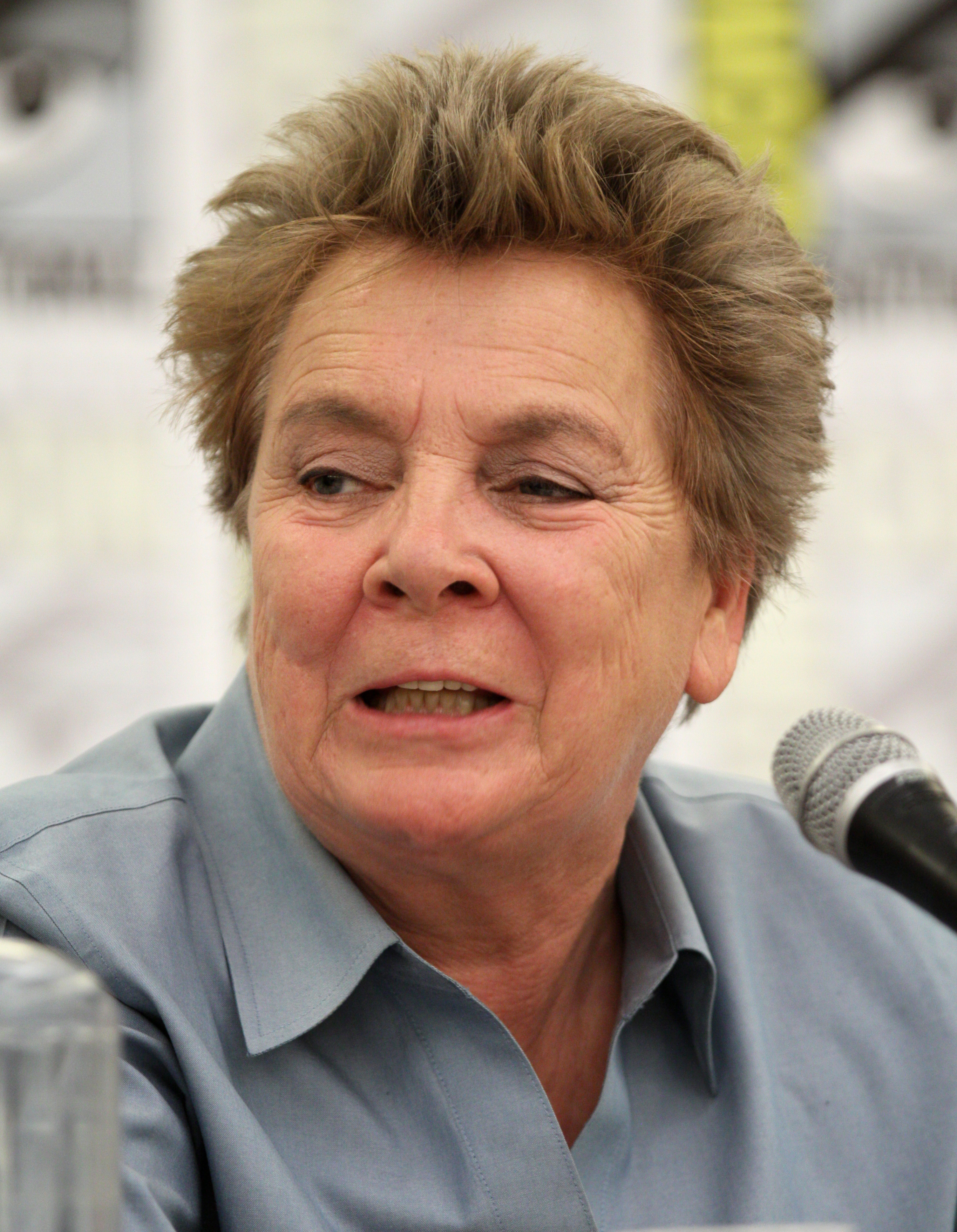
Sandy Martin trong vai bà Carlinda Dynamite
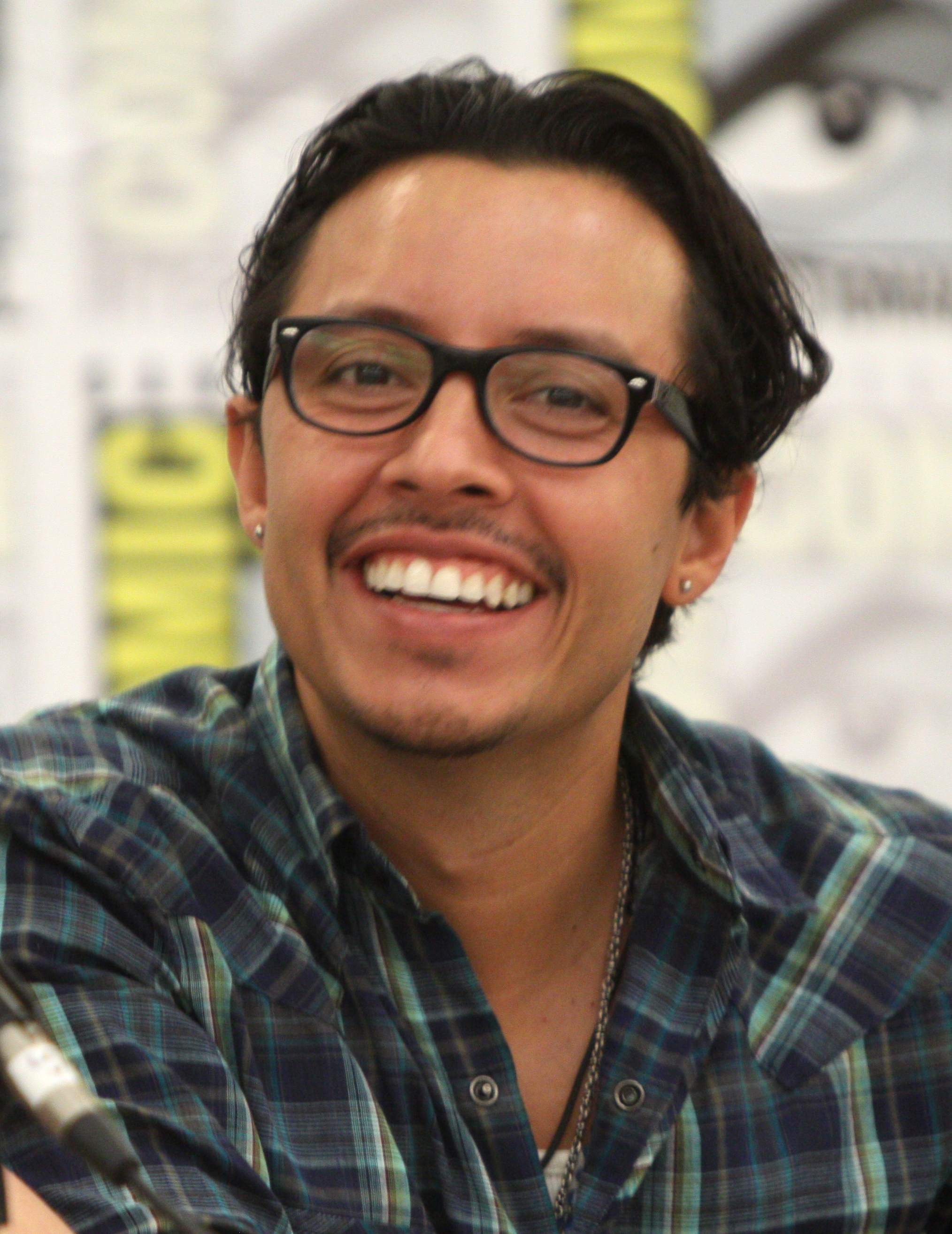
Efren Ramirez trong vai Pedro Sánchez
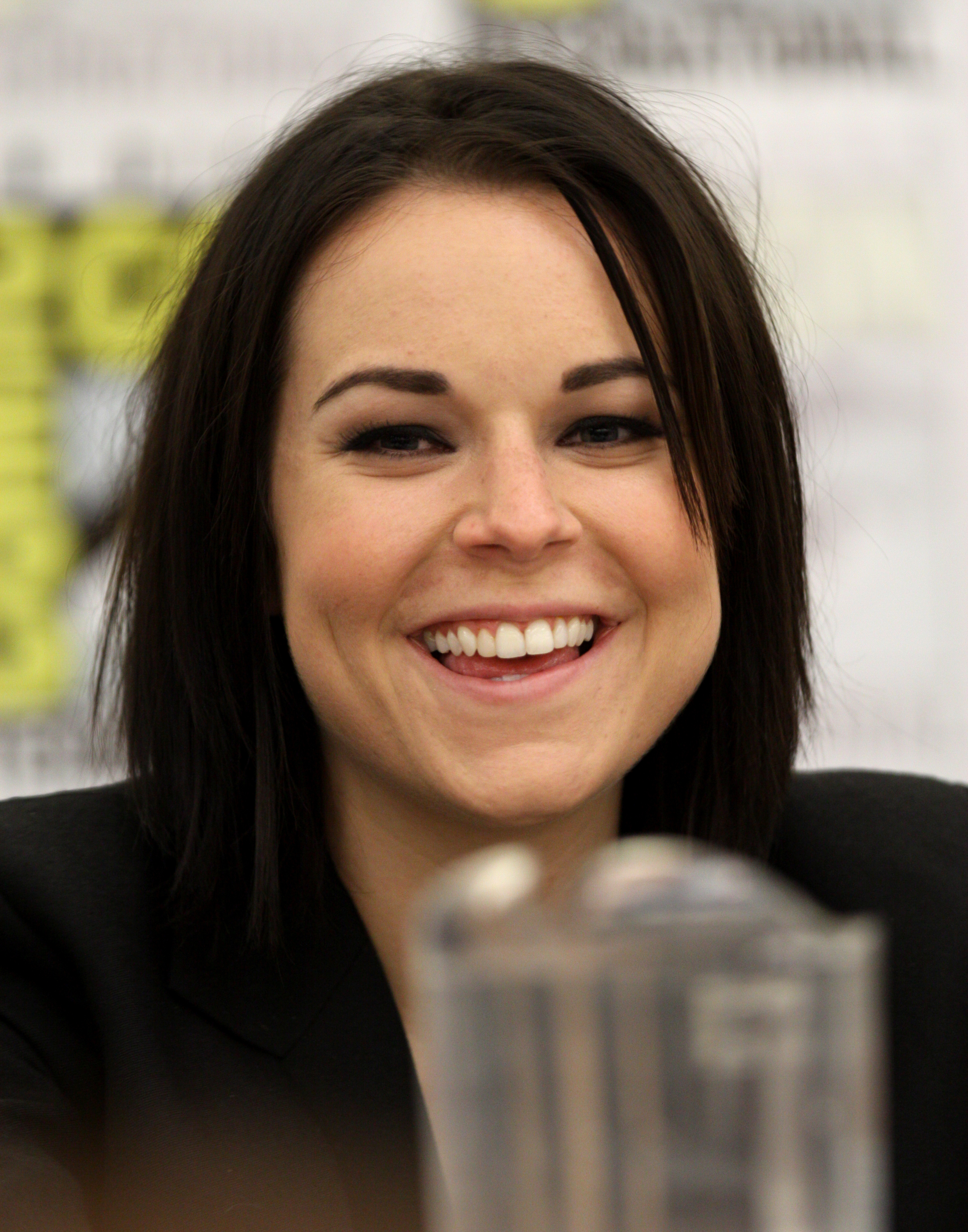
Tina Majorino trong vai Deborah Bradshaw
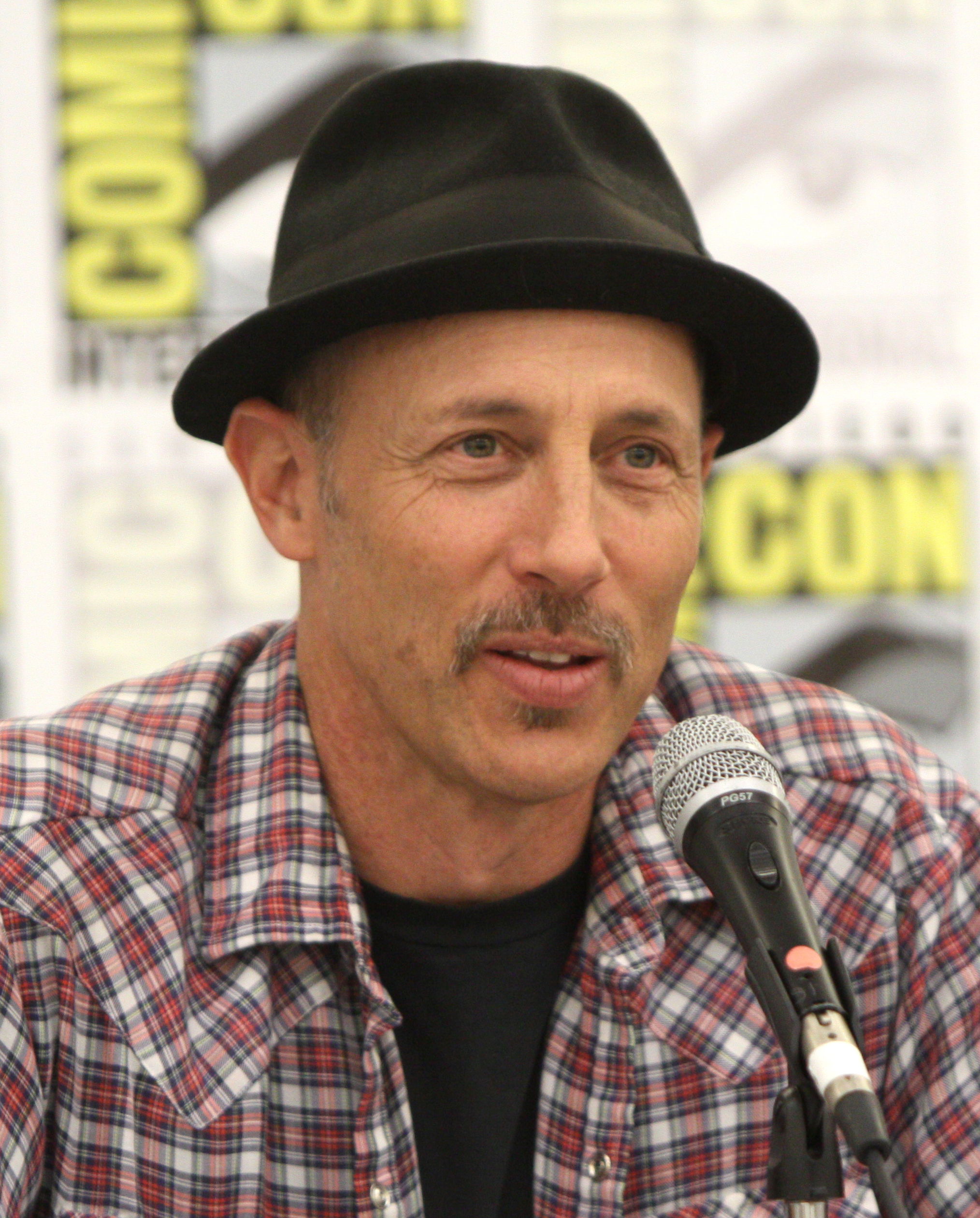
Jon Gries trong vai bác Rico
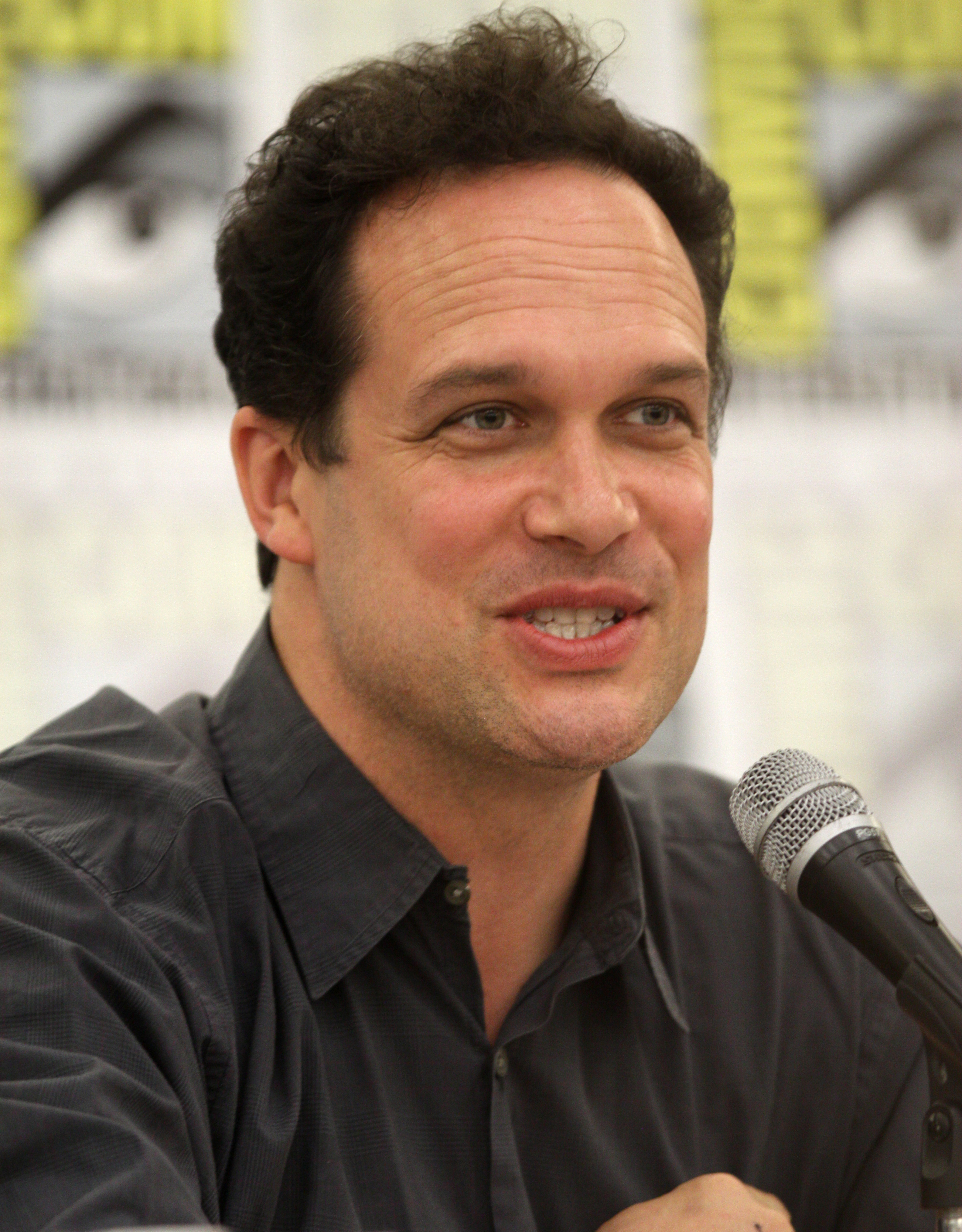
Diedrich Bader trong vai Rex

## Tập phim
| TT. | Tiêu đề            | Đạo diễn                 | Biên kịch                 | Ngày phát hành gốc  | Mã sản xuất | Người xem tại US (triệu) |
| --- | ------------------ | ------------------------ | ------------------------- | ------------------- | ----------- | ------------------------ |
| 1 | "Thundercone"      | Dwayne Carey-Hill        | Jared Hess & Jerusha Hess | 15 tháng 1 năm 2012 | 1AST04      | 9.5                      |
| Sau khi Kip đút cho cậu một miếng thịt gà, Napoleon nổi mụn. Theo lời khuyên của bác Rico và một dược sĩ, cậu dùng một loại kem bôi da bất hợp pháp có tên là Rack-U-Tane có tác dụng phụ khiến cậu trở nên hung hăng và tăng khả năng kháng cự cơn đau. Sau đó cậu được mời tham gia các môn thể thao đổ máu tại Pioneer Punch Club. Khi đang tập luyện, cậu đã thu hút sự chú ý của Misty (Amy Poehler), một cô gái mà Kip đã gặp trên mạng. |                    |                          |                           |                     |             |                          |
| 2 | "Scantronica Love" | Raymie Muzquiz           | Julie Thacker Scully      | 15 tháng 1 năm 2012 | 1AST03      | 7.2                      |
| Giáo sư Koontz (Jemaine Clement), thầy giáo khoa học, sử dụng một chương trình hẹn hò chạy trên máy Scantronica 3000 (Tara Strong) của mình để thiết lập các học sinh với nhau: Pedro được cặp với người cậu thích Summer Wheatley (Haylie Duff), Deb với bạn trai của Summer, Don Moser (Jared Hess), và Napoleon với sinh viên trao đổi Nhật Bản sử dụng kiếm katana Tokiko (Lauren Tom). Deb bị lôi kéo vào gia đình nhà Moser, thấy mình đang tham gia lễ cưới trước khi đính hôn trên một chiếc thuyền gia đình, nhưng lại phát hiện ra những mặt trái của gia đình - đặc biệt là mẹ của Don (Jennifer Coolidge). Bạn bè của cô xâm nhập vào buổi lễ và giải cứu cô với sự giúp đỡ của Summer. Trong khi đó, bác Rico và Kip không thành công khi cố gắng làm giàu bằng cách biểu diễn những màn ảo thuật. |                    |                          |                           |                     |             |                          |
| 3 | "Ligertown"        | Crystal Chesney-Thompson | Jared Hess & Jerusha Hess | 29 tháng 1 năm 2012 | 1AST01      | 4.4                      |
| Napoleon nhận được một công việc tại một khu bảo tồn sư hổ và phát hiện ra chúng không phải là những con thú ma thuật mà cậu đã tưởng tượng. Thất vọng với những con thú và lối sống quá bình thường của chúng, cậu bắt cóc một con thú non mới sinh và cố gắng nuôi nó với Deb. Những con sư hổ phát hiện ra về vụ bắt cóc đã xâm nhập thị trấn. Thị trưởng và cảnh sát trưởng bỏ chạy, để lại chủ tịch hội học sinh Pedro chỉ huy. Trong khi đó, người bà gần mù Carlinda chiêu mộ Kip làm đôi mắt của bà, đọc những tiểu thuyết lãng mạn cho bà và điều hướng cho bà khi bà lái xe. |                    |                          |                           |                     |             |                          |
| 4 | "Pedro vs. Deb"    | Edmund Fong              | Dan Vebber                | 12 tháng 2 năm 2012 | 1AST05      | 3.81                     |
| Deb đã trở thành phóng viên cho tờ báo Preston Bugle, nhưng cô phát hiện ra rằng nó sẽ hết kinh doanh nếu cô không tìm thấy một câu chuyện trang nhất để thu hút độc giả. Cô phỏng vấn Pedro, và chọn một trích dẫn rằng Preston là "thành phố nhàm chán nhất ở Mỹ". Tình bạn của Pedro và Deb căng thẳng khi Pedro bị người dân thành phố chỉ trích. Napoleon muốn hàn gắn tình bạn của hai người, và đi cùng Kip để tìm Quái vật Hầm Mỏ với hy vọng rằng một câu chuyện về nó trên trang nhất sẽ khiến thị trấn quên đi câu chuyện về Pedro. Thay vào đó, họ tìm thấy Dave the Ghost, người mà bác Rico nợ tiền. Trong khi đó, Kip đã phát triển sở thích về cây súng của bà. |                    |                          |                           |                     |             |                          |
| 5 | "Bed Races"        | Frank Marino             | Tom Gammill & Max Pross   | 19 tháng 2 năm 2012 | 1AST02      | 4.41                     |
| Đã đến lúc cho Cuộc đua Đẩy Giường Preston hàng năm, một cuộc thi trong đó các đối thủ cạnh tranh đẩy giường xung quanh thành phố Preston. Rico và Napoleon thi đấu cự địch người bà vô địch sáu lần. Rico tuyệt vọng để giành chiến thắng để phục hồi niềm kiêu hãnh của mình vì đã thua một trận bóng đá quan trọng hồi trung học, bác nói với Napoleon khi đua. Hai người thực hiện mọi loại thủ thuật, bao gồm làm giường của bà nặng hơn với chì. Họ giành chiến thắng, và Rico có được sự nổi tiếng và những người phụ nữ mà bác khao khát. Bà Carlinda từ bỏ thi và sống một cuộc sống như một người bà bình thường yêu thêu ren, quá già cho lối sống gồ ghề mà bà đã quen – đi xa đến mức tặng xe của bà cho một tu viện địa phương. Napoleon bị tra tấn bởi những giấc mơ tội lỗi và tiết lộ rằng cậu và Rico đã gian lận. Bà trở về với tính cách cũ của bà và nói rằng,"Bà biết bà không phải là một bà già mà." Rico mất danh tiếng và uy tín của mình, nhưng bác và bà đã nảy sinh tình cảm với nhau, và bà ngoại đặt hàng một tác phẩm điêu khắc từ Rico. Họ sau đó đột nhập vào tu viện để lấy lại xe của bà. |                    |                          |                           |                     |             |                          |
| 6 | "FFA"              | Stephen Sandoval         | Mike Scully               | 4 tháng 3 năm 2012  | 1AST06      | 4.05                     |
| Napoleon đăng ký tham gia cuộc thi Future Farmers of America (Nông dân tương lai của Mỹ) mà cậu đã thắng năm trước. Bạn đồng hành của cậu, Curtis, bỏ rơi cậu khi cậu nhận ra rằng FFA không được ưa chuộng với những đứa trẻ ngầu. Để thay thế Curtis, Napoleon chọn Pedro. Napoleon bị bao quanh bởi các nhóm khác nhớ chiến thắng năm ngoái của cậu, cho đến khi cựu vô địch tóc dài Filson (Sam Rockwell) đến trong chiếc áo khoác không tay áo và đánh cắp sự chú ý. Filson muốn giành chiến thắng một lần nữa và cho bạn gái của mình đánh lạc hướng Napoleon and Pedro bằng sự quyến rũ của cô. Cả hai cuối cùng bị chôn vùi dưới đất cùng nhau, và phải tranh giành để bắt kịp dẫn đầu với Filson. Cuộc thi kết thúc với tỉ số hòa mà Pedro phá vỡ bằng cách hát ứng biến một bài hát về tình bạn. Trong khi đó, ngôi nhà của gia đình Dynamite đầy vô số những con nhện, và họ phải khử trùng ngôi nhà. Rico cung cấp cho họ một nơi để ngủ trong chiếc xe Dodge Santana của bác và dạy họ những mánh khóe của bác để sống cuộc sống của một người vô gia cư.                                                        |                    |                          |                           |                     |             |                          |

## Thu nhận
Tập đầu tiên của loạt phim có đánh giá trái chiều. Linda Stasi của New York Post đã ca ngợi sự hài hước của nó gần như hài hước như bộ phim gốc, và Nancy Smith của The Wall Street Journal gọi loạt phim là "giấc mơ trở thành hiện thực" đối với những người hâm mộ bộ phim. Ed Bark của UncleBarky.com rất thích chương trình và nói rằng nó "hài hước hơn nhiều" so với các loạt phim hoạt hình sitcom khác của Fox như Bob's Burgers và Allen Gregory. Simon Moore của Flickering Myth đã so sánh "những tiếng cười bất thường" của chương trình với sự hài hước của The Simpsons và Futurama. Napoleon Dynamite có điểm tổng hợp là 32% dựa trên 9 phê bình tích cực và 19 phê bình tiêu cực trên Rotten Tomatoes. Đánh giá chung trên trang web có nội dung: "Kỳ lạ và khó hiểu, Napoleon Dynamite đã không hiểu điều đã khiến bộ phim gốc trở nên nổi tiếng ngay từ đầu".
David Wiegand của San Francisco Chronicle nhận thấy cách viết không hài hước, viết rằng anh không thể nhìn thấy "khuôn mặt vô cảm của Jon Heder" khi anh nói chuyện trong phim hoạt hình. Staten Island Advance cho biết sự chuyển thể sang hoạt hình đã giải phóng Napoleon khỏi những giới hạn trong thế giới thực, nhưng cho rằng nó "làm giảm sự hấp dẫn tổng thể của nhân vật và bối cảnh". Lori Rackl của Chicago Sun-Times không thích bộ phim và thậm chí còn ít thích loạt phim hoạt hình hơn; cô nghĩ rằng những cảm xúc và sự hài hước thể chất đã bị đánh mất khi chuyển thể sang hoạt hình.
Brian Lowry của Variety đã đưa ra một đánh giá trung lập cho loạt phim: "Để nói rằng loạt phim là một sự cải tiến so với Allen Gregory thì không có nhiều sự tán thành, nhưng có điều gì đó thú vị về giọng nói độc thoại của Heder và sự thiếu tự nhận thức của Napoleon, cùng với những trò đùa nhịp độ nhanh như một sân gôn thu nhỏ mà khi đánh bóng vào miệng Hitler sẽ giành được một vòng miễn phí." Robert Bianco của USA Today đã gọi tập đầu tiên là "ra mắt thô tục" làm giảm chất lượng của loạt phim, nhưng gọi tập thứ hai là "cải tiến ngọt ngào và hài hước hơn". Mary McNamara của Los Angeles Times đã viết về nhịp độ của loạt phim rằng "sự im lặng châm biếm hoặc những cảnh không có phần tiếp theo được biên soạn chậm rãi để tạo nên âm điệu" trong bộ phim gốc, nhưng nó đã bị hy sinh cho nhịp độ nhanh hơn của một chương trình truyền hình mạng trong loạt phim.
Simon Moore của Flickering Myth không đồng ý rằng tốc độ nhanh hơn có hại cho loạt phim và gọi tốc độ của bộ phim gốc là "tốc độ như ốc sên ... lỗ hổng lớn nhất của nó".
Mặc đù đã hủy chiếu, Fox đã quảng bá trong một thông cáo báo chí rằng loạt phim có trung bình 2,8/7 chia sẻ Nielsen và 5,8 triệu người xem cho sáu tập phim và đứng thứ sáu về lượng người xem ở lứa tuổi thanh thiếu niên so với các mạng truyền hình khác. Chương trình xếp thứ 56 trong bảng xếp hạng dành cho người lớn từ 18–49 tuổi và đứng thứ 103 trong bảng xếp hạng tổng lượng người xem cho mùa truyền hình năm 2011–12.

## Phân phối
Vào ngày 20 tháng 8, 2015, Adult Swim Canada thông báo họ sẽ bắt đầu chiếu lại loạt phim vào tháng 9 năm 2015.
Loạt phim có sẵn trên Hulu ở Hoa Kỳ.

## Phương tiện truyền thông gia đình
Napoleon Dynamite: The Complete Animated Series, bao gồm tất cả 6 tập, được phát hành trên DVD ở vùng 1 vào ngày 4 tháng 11 năm 2014 bởi Olive Films.

## Phát sóng quốc tế
| Quốc gia       | Mạng lưới truyền hình | Ngày công chiếu     |
| -------------- | --------------------- | ------------------- |
| Argentina      | FX Latinoamerica      | 15 tháng 4 năm 2012 |
| Úc             | The Comedy Channel    | 7 tháng 1 năm 2013  |
| Brazil         | FX Brazil             | 27 tháng 5 năm 2012 |
| Canada         | Global                | 15 tháng 1 năm 2012 |
| Colombia       | FX Latinoamerica      | 15 tháng 4 năm 2012 |
| Mexico         | FX Latinoamerica      | 15 tháng 4 năm 2012 |
| Philippines    | Jack TV               | 28 tháng 1 năm 2012 |
| Nga            | 2×2                   | 24 tháng 8 năm 2012 |
| Vương quốc Anh | E4                    | 20 tháng 3 năm 2012 |

### Bài viết được trích dẫn
- 2×2 staff. “Premiere: Napoleon Dynamite. On August 24 at 22:45”. 2×2. Bản gốc lưu trữ ngày 9 tháng 2 năm 2014. Truy cập ngày 9 tháng 2 năm 2014.
- Adalian, Josef (11 tháng 7 năm 2011). “Fox Orders More Allen Gregory and Napoleon Dynamite”. Vulture. New York Media. Lưu trữ bản gốc ngày 2 tháng 3 năm 2014. Truy cập ngày 26 tháng 7 năm 2013.
- Andreeva, Nellie (11 tháng 10 năm 2010). “Fox Orders Napoleon Dynamite Toon Series”. Deadline.com. PMC. Lưu trữ bản gốc ngày 8 tháng 10 năm 2012. Truy cập ngày 26 tháng 7 năm 2013.
- Ayers, Mike (18 tháng 1 năm 2012). “How Napoleon Dynamite becomes animated”. CNN. Turner Broadcasting System. Lưu trữ bản gốc ngày 9 tháng 2 năm 2014. Truy cập ngày 6 tháng 8 năm 2013.
- Bark, Ed (31 tháng 12 năm 2011). “Mid-season merry-go-round: Fox's animated Napoleon Dynamite doesn't need to go back to the drawing board”. UncleBarky.com. Lưu trữ bản gốc ngày 26 tháng 1 năm 2013. Truy cập ngày 26 tháng 7 năm 2013.
- Bianco, Robert (13 tháng 1 năm 2012). “Weekend Critic's Corner: Fringe, Napoleon Dynamite”. USA Today. Gannett Company. Lưu trữ bản gốc ngày 6 tháng 12 năm 2013. Truy cập ngày 26 tháng 7 năm 2013.
- Bibel, Sara (22 tháng 2 năm 2012). “Sunday Final Ratings: Once Upon a Time, Family Guy Adjusted Up + Unscrambled CBS”. TV by the Numbers. Tribune Digital Ventures. Bản gốc lưu trữ ngày 19 tháng 12 năm 2012. Truy cập ngày 30 tháng 12 năm 2012.
- Bibel, Sara (6 tháng 3 năm 2012). “Sunday Final Ratings: The Good Wife, CSI Miami Adjusted Up + Cleveland Adjusted Down”. TV by the Numbers. Tribune Digital Ventures. Bản gốc lưu trữ ngày 8 tháng 3 năm 2012. Truy cập ngày 6 tháng 3 năm 2012.
- Channel 4 staff (18 tháng 7 năm 2011). “Channel 4 acquires Homeland and New Girl in Twentieth Century Fox deal”. Channel 4. Channel Four Television Corporation. Lưu trữ bản gốc ngày 11 tháng 9 năm 2012. Truy cập ngày 20 tháng 8 năm 2011.
- CNW Group staff (13 tháng 12 năm 2011). “Global's Midseason Schedule Unmatched in Star Power, New Programs and Returning Hits”. CNW Group. PR Newswire. Lưu trữ bản gốc ngày 17 tháng 12 năm 2013. Truy cập ngày 8 tháng 6 năm 2014.
- CNW Group staff (5 tháng 3 năm 2012). “It's a Yes for Canada: Citytv's Canada's Got Talent Becomes Most-Watched Premiere in Network History”. CNW Group. PR Newswire. Lưu trữ bản gốc ngày 14 tháng 7 năm 2014. Truy cập ngày 8 tháng 6 năm 2014.
- Comedy Channel staff. “Napoleon Dynamite”. The Comedy Channel. Foxtel Networks. Bản gốc lưu trữ ngày 9 tháng 2 năm 2014. Truy cập ngày 26 tháng 7 năm 2013.
- Conry, Chunky (6 tháng 11 năm 2014). “Napoleon Dynamite: The Complete Animated Series (DVD Review)”. Zombies Don't Run. Bản gốc lưu trữ ngày 29 tháng 11 năm 2014. Truy cập ngày 19 tháng 11 năm 2014.
- Crupi, Anthony (1 tháng 12 năm 2011). “Fox Sets Premiere Dates for Alcatraz, Touch, The Finder; No Room at the Inn for Allen Gregory”. Adweek. Prometheus Global Media. Lưu trữ bản gốc ngày 18 tháng 10 năm 2012. Truy cập ngày 11 tháng 10 năm 2012.
- Daggett, Bryan J. (22 tháng 7 năm 2011). “CCI: Napoleon Dynamite Panel”. Spinoff Online. Comic Book Resources. Lưu trữ bản gốc ngày 9 tháng 2 năm 2014. Truy cập ngày 26 tháng 7 năm 2013.
- deWolf Smith, Nancy (13 tháng 1 năm 2013). “Does It Get Any Better Than This?”. The Wall Street Journal. News Corp. Lưu trữ bản gốc ngày 11 tháng 6 năm 2015. Truy cập ngày 26 tháng 7 năm 2013.
- Goldman, Eric (15 tháng 5 năm 2012). “Napoleon Dynamite Cancelled”. IGN. Ziff Davis. Lưu trữ bản gốc ngày 26 tháng 3 năm 2018. Truy cập ngày 11 tháng 10 năm 2012.
- Gorman, Bill (17 tháng 10 năm 2010). “Fox Announces Animated Comedies Napoleon Dynamite & Allen Gregory For Next Season”. TV by the Numbers. Tribune Digital Ventures. Bản gốc lưu trữ ngày 23 tháng 11 năm 2010. Truy cập ngày 2 tháng 3 năm 2014.
- Gorman, Bill (30 tháng 1 năm 2012). “TV Ratings Sunday: Pro Bowl Prelims Down, Still Leads NBC Win; Once Upon A Time, Good Wife Rise, As Fox Animated Comedies Miss NFL”. TV by the Numbers. Tribune Digital Ventures. Bản gốc lưu trữ ngày 2 tháng 2 năm 2012. Truy cập ngày 17 tháng 7 năm 2012.
- Gorman, Bill (14 tháng 2 năm 2012). “Sunday Final Ratings: Napoleon Dynamite, American Dad Adjusted Up; 60 Minutes Adjusted Down + Grammy Awards Finals”. TV by the Numbers. Tribune Digital Ventures. Bản gốc lưu trữ ngày 18 tháng 2 năm 2012. Truy cập ngày 17 tháng 7 năm 2012.
- Gorman, Bill (14 tháng 5 năm 2012). “Fox 2011–12 Ratings Highlights”. TV by the Numbers. Tribune Digital Ventures. Bản gốc lưu trữ ngày 16 tháng 5 năm 2012. Truy cập ngày 26 tháng 7 năm 2013.
- Hibberd, James (30 tháng 11 năm 2010). “Fox gives series order to Napoleon Dynamite”. The Hollywood Reporter. Prometheus Global Media. Lưu trữ bản gốc ngày 20 tháng 3 năm 2014. Truy cập ngày 26 tháng 7 năm 2013.
- Hibberd, James (16 tháng 1 năm 2012). “Golden Globes ratings slip”. Entertainment Weekly. Time Inc. Lưu trữ bản gốc ngày 24 tháng 4 năm 2012. Truy cập ngày 17 tháng 7 năm 2012.
- Jeffery, Morgan (12 tháng 7 năm 2011). “Fox orders more Napoleon Dynamite, Allen Gregory”. Digital Spy. Hearst Magazines. Lưu trữ bản gốc ngày 20 tháng 9 năm 2012. Truy cập ngày 26 tháng 7 năm 2013.
- Kondolojy, Amanda (5 tháng 6 năm 2012). “Fox Finishes First Week of Summer with 10 of the Top 20 Shows Among Young Adults”. TV by the Numbers. Tribune Digital Ventures. Bản gốc lưu trữ ngày 9 tháng 6 năm 2012. Truy cập ngày 26 tháng 7 năm 2013.
- Lacoste, Rai (26 tháng 1 năm 2012). “JACK TV Rocks The Weekend With Saturday Night Laugh!”. B&L Magazine. Bản gốc lưu trữ ngày 19 tháng 8 năm 2012. Truy cập ngày 9 tháng 9 năm 2013.
- Lowry, Brian (12 tháng 1 năm 2012). “Review: Napoleon Dynamite”. Variety. PMC. Lưu trữ bản gốc ngày 13 tháng 12 năm 2013. Truy cập ngày 26 tháng 7 năm 2013.
- McNamara, Mary (13 tháng 1 năm 2012). “Television review: Napoleon Dynamite”. Los Angeles Times. Bản gốc lưu trữ ngày 13 tháng 1 năm 2012. Truy cập ngày 26 tháng 7 năm 2013.
- Moore, Simon (23 tháng 3 năm 2012). “Napoleon Dynamite – Episode 1: Thundercone – Review”. Flickering Myth. Truy cập ngày 17 tháng 7 năm 2014.
- Moore, Simon (28 tháng 3 năm 2012). “Napoleon Dynamite – Episode 2: Scantronica Love – Review”. Flickering Myth. Truy cập ngày 17 tháng 7 năm 2014.
- Moore, Simon (5 tháng 4 năm 2012). “Napoleon Dynamite – Episode 3: Ligertown – Review”. Flickering Myth. Truy cập ngày 17 tháng 7 năm 2014.
- Moore, Simon (11 tháng 4 năm 2012). “Napoleon Dynamite – Episode 4: Pedro vs. Deb – Review”. Flickering Myth. Truy cập ngày 17 tháng 7 năm 2014.
- Moore, Simon (20 tháng 4 năm 2012). “Napoleon Dynamite – Episode 5: Bed Races – Review”. Flickering Myth. Truy cập ngày 17 tháng 7 năm 2014.
- Moore, Simon (26 tháng 4 năm 2012). “Napoleon Dynamite – Episode 6: FFA – Review”. Flickering Myth. Truy cập ngày 17 tháng 7 năm 2014.
- MundoFox staff. “Napoleon Dynamite: Más Animación”. MundoFox (bằng tiếng Tây Ban Nha). Bản gốc lưu trữ ngày 1 tháng 5 năm 2012. Truy cập ngày 9 tháng 2 năm 2014.
- Murray, Ken (11 tháng 1 năm 2012). “Mike Scully talks The Simpsons, Parks and Recreation, Napoleon Dynamite”. Examiner.com. AXS Network. Lưu trữ bản gốc ngày 6 tháng 8 năm 2013. Truy cập ngày 6 tháng 10 năm 2013.
- NaTelinha staff (27 tháng 5 năm 2012). “Séries Napoleon Dynamite e Allen Gregory chegam hoje ao Brasil” [TV series Napoleon Dynamite and Allen Gregory arrive today in Brazil]. NaTelinha (bằng tiếng Bồ Đào Nha). Universo Online. Bản gốc lưu trữ ngày 3 tháng 12 năm 2013. Truy cập ngày 27 tháng 11 năm 2013.
- Rackl, Lori (12 tháng 1 năm 2012). “As a 'toon, Napoleon even lamer”. Chicago Sun-Times. Sun-Times Media Group. Lưu trữ bản gốc ngày 7 tháng 12 năm 2013. Truy cập ngày 26 tháng 7 năm 2013.
- Radish, Christina (25 tháng 1 năm 2012). “Creators Jared and Jerusha Hess Talk Napoleon Dynamite Animated Series and Austenland”. Collider. Lưu trữ bản gốc ngày 28 tháng 5 năm 2013. Truy cập ngày 26 tháng 7 năm 2013.
- Stasi, Linda (13 tháng 1 năm 2012). “Freakin' great”. New York Post. News Corp. Lưu trữ bản gốc ngày 10 tháng 3 năm 2014. Truy cập ngày 26 tháng 7 năm 2013.
- Strike, Joe (25 tháng 1 năm 2012). “Sunday Night with Napoleon Dynamite: A Cult Series Turns Toony”. Animation World Network. Truy cập ngày 6 tháng 8 năm 2013.[liên kết hỏng]
- Washington Post staff (12 tháng 1 năm 2012). “Dynamite never strikes twice”. Staten Island Advance. Advance Digital. The Washington Post. Lưu trữ bản gốc ngày 3 tháng 7 năm 2013. Truy cập ngày 26 tháng 7 năm 2013.
- Weprin, Alex (14 tháng 5 năm 2010). “Exclusive: Fox Developing Napoleon Dynamite Animated Series”. FishbowlNY. Mediabistro. Lưu trữ bản gốc ngày 13 tháng 9 năm 2011. Truy cập ngày 26 tháng 7 năm 2013.
- Wiegand, David (13 tháng 1 năm 2012). “Napoleon Dynamite review: TV spin-off falls flat”. San Francisco Chronicle. Hearst Newspapers. Lưu trữ bản gốc ngày 12 tháng 12 năm 2013. Truy cập ngày 26 tháng 7 năm 2013.